# Eva Melicharová
Eva Melicharová (née le 2 février 1970) est une joueuse de tennis tchécoslovaque puis tchèque, professionnelle de la fin des années 1980 à 2001.
Pendant sa carrière, elle a gagné deux tournois WTA en double.

## Palmarès

### Titres en double dames
| No | Date       | Nom et lieu du tournoi      | Catégorie | Dotation  | Surface      | Partenaire     | Finalistes                       | Score    |          |
| -- | ---------- | --------------------------- | --------- | --------- | ------------ | -------------- | -------------------------------- | -------- | -------- |
| 1  | 16/06/1997 | Heineken Trophy Rosmalen    | Tier III  | 164 250 $ | Gazon (ext.) | Helena Vildová | Karina Habšudová Florencia Labat | 6-3, 7-6 | Parcours |
| 2  | 28/07/1997 | Styria Open Maria Lankowitz | Tier IV   | 107 500 $ | Terre (ext.) | Helena Vildová | Radka Bobková Wiltrud Probst     | 6-2, 6-2 | Parcours |

### Finales en double dames
| No | Date       | Nom et lieu du tournoi         | Catégorie | Dotation  | Surface         | Vainqueures                      | Partenaire       | Score         |          |
| -- | ---------- | ------------------------------ | --------- | --------- | --------------- | -------------------------------- | ---------------- | ------------- | -------- |
| 1  | 06/05/1996 | Lotto Open Budapest            | Tier IV   | 107 500 $ | Terre (ext.)    | Katrina Adams Debbie Graham      | Radka Bobková    | 6-3, 7-6      | Parcours |
| 2  | 03/02/1997 | EA-Generali Austrian Open Linz | Tier III  | 164 250 $ | Moquette (int.) | Alexandra Fusai Nathalie Tauziat | Helena Vildová   | 4-6, 6-3, 6-1 | Parcours |
| 3  | 15/06/1998 | Heineken Trophy Rosmalen       | Tier III  | 164 250 $ | Gazon (ext.)    | Sabine Appelmans Miriam Oremans  | Cătălina Cristea | 6-7, 7-6, 7-6 | Parcours |

## Parcours en Grand Chelem

### En simple
N'a jamais participé à un tableau final.

### En double dames
| Année | Open d'Australie             | Open d'Australie         | Internationaux de France      | Internationaux de France  | Wimbledon                     | Wimbledon                  | US Open                       | US Open                    |
| ----- | ---------------------------- | ------------------------ | ----------------------------- | ------------------------- | ----------------------------- | -------------------------- | ----------------------------- | -------------------------- |
| 1991  | -                            | -                        | 3e tour (1/8) I. Jankovska    | L. Neiland N. Zvereva     | 1er tour (1/32) I. Jankovska  | Hetherington Kathy Rinaldi | 1er tour (1/32) I. Jankovska  | Katrina Adams M. Bollegraf |
| 1992  | -                            | -                        | -                             | -                         | -                             | -                          | 1er tour (1/32) I. Jankovska  | Bryukhovets N. Medvedeva   |
| 1994  | -                            | -                        | 2e tour (1/16) K. Hrdličková  | N. Medvedeva L. Neiland   | 1er tour (1/32) K. Hrdličková | Jenny Byrne J. Richardson  | -                             | -                          |
| 1995  | -                            | -                        | 2e tour (1/16) H. Vildová     | Julie Halard N. Tauziat   | 1er tour (1/32) N. van Lottum | Jo Durie Clare Wood        | 2e tour (1/16) H. Vildová     | C. Martínez P. Tarabini    |
| 1996  | 2e tour (1/16) H. Vildová    | E. Makarova E. Maniokova | 1er tour (1/32) H. Vildová    | A. Coetzer B. Schultz     | 1er tour (1/32) Radka Bobková | Debbie Graham Mercedes Paz | 1er tour (1/32) Radka Bobková | A. Kournikova Likhovtseva  |
| 1997  | 2e tour (1/16) K. Kroupová   | Lori McNeil Linda Wild   | 1er tour (1/32) Radka Bobková | N. Kijimuta Nana Miyagi   | 1er tour (1/32) Radka Bobková | K. Guse C. Morariu         | 1er tour (1/32) H. Vildová    | Amy Frazier Kimberly Po    |
| 1998  | 1er tour (1/32) H. Vildová   | De Villiers Lisa McShea  | 1er tour (1/32) Radka Bobková | A. Fusai N. Tauziat       | 1er tour (1/32) C. Cristea    | A. Sánchez Helena Suková   | 1er tour (1/32) Krivencheva   | Julie Halard R. McQuillan  |
| 1999  | 1er tour (1/32) Julie Pullin | M. Hingis A. Kournikova  | 1er tour (1/32) S. Jeyaseelan | Laura Golarsa J. Husárová | 1er tour (1/32) H. Vildová    | Jelena Dokić Tina Pisnik   | 1er tour (1/32) C. Dhenin     | Lisa Raymond Rennae Stubbs |

Sous le résultat, la partenaire ; à droite, l’ultime équipe adverse.

### En double mixte
| Année | Open d'Australie         | Open d'Australie        | Internationaux de France   | Internationaux de France  | Wimbledon                    | Wimbledon                   | US Open | US Open |
| ----- | ------------------------ | ----------------------- | -------------------------- | ------------------------- | ---------------------------- | --------------------------- | ------- | ------- |
| 1997  | -                        | -                       | -                          | -                         | 1er tour (1/32) Van Emburgh  | K. Boogert M. Barnard       | -       | -       |
| 1998  | 1/4 de finale A. Kitinov | Helena Suková Cyril Suk | 1er tour (1/32) A. Kitinov | E. Tatarkova A. Kratzmann | 1er tour (1/32) A. Kitinov   | Laura Golarsa Kevin Ullyett | -       | -       |
| 1999  | -                        | -                       | -                          | -                         | 1er tour (1/32) Jeff Coetzee | Steffi Graf John McEnroe    | -       | -       |

Sous le résultat, le partenaire ; à droite, l’ultime équipe adverse.

## Classements WTA en fin de saison

### En simple
| Année | 1989 | 1990 | 1991 | 1992 | 1993 | 1994 | 1995 | 1996 |
| Rang  | 424  | 368  | 272  | 264  | 251  | 491  | 291  | 519  |

Source : (en) « Classements de Eva Melicharová », sur le site officiel du WTA Tour

### En double
| Année | 1989 | 1990 | 1991 | 1992 | 1993 | 1994 | 1995 | 1996 |
| Rang  | 197  | 119  | 143  | 178  | 132  | 173  | 85   | 97   |

Source : (en) « Classements de Eva Melicharová », sur le site officiel du WTA Tour